# Windsong's Legacy
Windsong's Legacy, född 20 april 2001, död 1 mars 2008, var en amerikansk standardhäst som tävlade i nordamerikansk travsport. Han tränades och kördes av Trond Smedshammer under sin tävlingskarriär. Han sprang totalt in 1 744 644 dollar på 17 starter, varav 10 segrar, 2 andraplatser och 4 tredjeplatser. Han är mest känd för att ha lyckats vinna Triple Crown of Harness Racing for Trotters (2004).

## Karriär
Windsong's Legacy föddes upp av Windsong Stable i York, Pennsylvania den 20 april 2001. Hans mor, Yankee Windsong, avled strax efter födseln. Under hela sin tävlingskarriär tränades och kördes han av Trond Smedshammer.
Windsong's Legacy köptes som ettåring av Ted Gewertz, Pat Spinelli och Smedshammers American Viking Stable från Windsong Stable för 27 000 dollar. Efter att han startat i flera kvallopp som treåring sålde Smedshammer sin andel till norska Ann Brannvoll.
Windsong's Legacys tvååringssäsong började inte förrän i slutet av augusti på The Red Mile, och han tog sin första seger i början av oktober. Han startade fem gånger som tvååring och segrade endast en gång.
Under treåringssäsongen lyckades han segra i Hambletonian Stakes, Kentucky Futurity och Yonkers Trot, och blev därmed den första häst sedan 1972 att ta hem titeln Triple Crown of Harness Racing for Trotters. Han var även den sjunde hästen som lyckades med bedriften. 
Windsong's Legacy köptes av Perretti Farms i Cream Ridge i New Jersey den 31 december 2004, för att verka som avelshingst. Från 255 föl, fick Windsong's Legacy endast tre miljonärer, Lucky Chucky, Chapter Seven och Windsong Soprano.
Windsong's Legacy avled hastigt av allvarlig lungblödning den 1 mars 2008. Han blev endast sju år gammal.